# Fontes SVG
Les fontes SVG sont un format de fontes vectorielles associées au format graphique vectoriel SVG, originellement créé pour le Web et la téléphonie mobile. Elles sont donc plutôt destinées à l'affichage qu'à l'impression.

## Avantages par rapport aux TrueType et OpenType
Ces fontes ont l'avantage par rapport aux fontes PostScript ou TrueType de permettre d'avoir plusieurs calques (type3 le permet) dans un caractère, ainsi que plusieurs couleurs, gérer le niveau d'opacité, des dégradés et du remplissage (type3 permet également ces deux derniers).
Les fontes SVG peuvent être embarquées dans le fichier SVG qui les utilise (ce qui permet de les conserver dans un seul fichier), ou être simplement mises en référence, ce qui permet de gagner de la place et de l'espace disque puisqu'elles pourront être utilisées par plusieurs fichiers.
L'éditeur de fontes FontForge, ainsi que l'éditeur d'illustrations SVG Inkscape, tous deux logiciels libres, permettent d'éditer ce format de fontes. Leur utilisation combinée permet d'obtenir des résultats plus poussés.

### Mobilité
Le format SVG est depuis plusieurs années standard sur les téléphones mobiles. En outre, une fonte SVG compressée en gzip (SVGZ) à une taille inférieure à son équivalent truetype.

## Désavantage par rapport aux TrueType et OpenType
Le format de fontes SVG ne supporte pas le hinting (macros permettant d'améliorer certains éléments), les fontes TTF et OTF ont donc si elles sont bien conçues un meilleur rendu dans de nombreux cas, notamment dans les petites tailles.
Il faut également noter que ce format de polices n’est plus supporté par la majorité des navigateurs Internet.